# Neuflieux

Neuflieux este o comună în departamentul Ain, Franța. În 1 ianuarie 2022 avea o populație de 78 de locuitori.